# マイク・ボルセンブローク
- マイク・ボルセンブローク
- マイク・ボルセンブルック
- マイク・ボルセンブルク
- マイク・ボルセンブルーク

マイク・ボルセンブローク（Mike Bolsenbroek、1987年3月11日 - ）は、オランダ王国ヘルダーラント州アペルドールン出身のプロ野球選手(投手)。現在は、ドイツの国内リーグである野球ブンデスリーガのレーゲンスブルク・レギオネーレに所属している。
「GLOBAL BASEBALL MATCH 2015 侍ジャパン 対 欧州代表」では、「マイク・ボルセンブルック」と表記された。

## 経歴

### プロ入り前
1987年3月11日にオランダのヘルダーラント州アペルドールンで生まれる。
その後、渡米しエル・モデナ高等学校に進学する。高校卒業後はサンタ・アナ短期大学に進学している。
2006年のMLBドラフトでシカゴ・ホワイトソックスにドラフト41巡目で指名されたが、契約には至らなかった。同年はHSVスティーラーズでプレーしている。
2007年のMLBドラフトで再度シカゴ・ホワイトソックスに26巡目指名されたが、またしても契約には至らなかった。

### プロ入りとフィリーズ傘下時代
2008年のMLBドラフトでフィラデルフィア・フィリーズにドラフト42巡目指名され、契約を結びプロ入りを果たした。
同年は傘下ルーキーリーグのガルフ・コーストリーグ・フィリーズでプレーした。5試合に登板し、0勝1負、防御率1.42、5奪三振を記録した。
2009年は前年同様に傘下ルーキーリーグのガルフ・コーストリーグ・フィリーズでプレーした。同チームでは16試合に登板し、2勝2負3セーブ、防御率2.03、30奪三振を記録した。その後、傘下ショートシーズンAのウィリアムズポート・クロスカッターズでプレーした。同チームでは2試合に登板し、0勝0負1セーブ、防御率1.93、6奪三振を記録した。
2010年は傘下Aのレイクウッド・ブルークロウズでプレーした。18試合(2試合で先発)登板し、0勝1負、防御率3.38、23奪三振を記録した。

### ドイツ球界時代
フィリーズ退団後はドイツの国内リーグである野球ブンデスリーガのレーゲンスブルク・レギオネーレでプレーしている。
2012年9月に第3回ワールド・ベースボール・クラシック(WBC)予選のドイツ代表に選出された。ボルセンブローク自身はオランダ人だが、ドイツの市民権をもっているため選出された。9月21日のチェコ戦で先発登板し、勝ち投手となっている。
2014年9月2日に第1回フランス国際野球大会のオランダ代表に選出された。同大会でオランダ代表は初代優勝国となった。
大会終了後の12日に第33回ヨーロッパ野球選手権大会のオランダ代表に選出された。同大会ではオランダ代表が大会の記録である自国の20回の優勝を塗り替える3大会振り21度目の優勝を果たした。
2015年開幕前には「GLOBAL BASEBALL MATCH 2015 侍ジャパン 対 欧州代表」の暫定メンバーになっていたものの正式メンバーには選出されなかった。しかし、リック・バンデンハークとアンドリュー・ジョーンズが辞退したため、急遽チェコ代表のヤコブ・スラデックと共に追加メンバーとして選出された事が、3月4日に発表された。この試合には既に、自チームから投手コーチのマルティン・ブルナーがコーチングスタッフとして欧州代表に選出されている他に、第3回WBC予選のドイツ代表で共にプレーしたルーク・ゾマーが選出され、第33回ヨーロッパ野球選手権大会のオランダ代表で共にプレーしたディエゴマー・マークウェル、ロブ・コルデマンス、トム・ストイフバーゲン、オーランド・イェンテマ、ケビン・ベジスティック、ダシェンコ・リカルド、ジアニソン・ボックハウト、クルト・スミス、マイケル・ダースマ、カリアン・サムス、ユレンデル・デキャスターが選出されていた。ただ、登板することは無かった。
6月30日に第15回ワールドポート・トーナメントのオランダ代表に選出された。
オフの10月12日に第1回WBSCプレミア12のオランダ代表候補選手36名に選出され、10月20日に第1回WBSCプレミア12のオランダ代表選手28名に選出された。
2016年7月9日に第28回ハーレムベースボールウィークのオランダ代表に選出された。
オフの8月25日に第2回フランス国際野球大会のオランダ代表に選出された。9月7日に第34回ヨーロッパ野球選手権大会のオランダ代表に選出された。両大会で優勝を果たした。
10月18日に「侍ジャパン 野球オランダ代表 野球メキシコ代表 強化試合」のオランダ代表に選出された。
2017年開幕前の2月7日に同年のアメリカ遠征のオランダ代表に選出された。2月9日に第4回WBCのオランダ代表に選出された。オフの10月13日にイタリア代表との親善試合である「ヨーロピアン・ベースボール・シリーズ」のオランダ代表に選出された。

## 詳細情報

### WBSCプレミア12での投手成績
| 年 度 | 代 表    | 登 板 | 先 発 | 勝 利 | 敗 戦 | セ ｜ ブ | 打 者 | 投 球 回 | 被 安 打 | 被 本 塁 打 | 与 四 球 | 敬 遠 | 与 死 球 | 奪 三 振 | 暴 投 | ボ ｜ ク | 失 点 | 自 責 点 | 防 御 率 |
| ----- | -------- | ----- | ----- | ----- | ----- | -------- | ----- | -------- | -------- | ----------- | -------- | ----- | -------- | -------- | ----- | -------- | ----- | -------- | -------- |
| 2015  | オランダ | 2     | 0     | 0     | 0     | 0        | 7     | 2.0      | 0        | 0           | 0        | 0     | 1        | 3        | 0     | 0        | 0     | 0        | 0.00     |
| 2019  | オランダ | 2     | 0     | 0     | 0     | 0        | 7     | 2.0      | 1        | 0           | 0        | 0     | 0        | 2        | 0     | 0        | 0     | 0        | 0.00     |

### WBCでの投手成績
| 年 度 | 代 表    | 登 板 | 先 発 | 勝 利 | 敗 戦 | セ ｜ ブ | 打 者 | 投 球 回 | 被 安 打 | 被 本 塁 打 | 与 四 球 | 敬 遠 | 与 死 球 | 奪 三 振 | 暴 投 | ボ ｜ ク | 失 点 | 自 責 点 | 防 御 率 |
| ----- | -------- | ----- | ----- | ----- | ----- | -------- | ----- | -------- | -------- | ----------- | -------- | ----- | -------- | -------- | ----- | -------- | ----- | -------- | -------- |
| 2017  | オランダ | 2     | 0     | 0     | 0     | 0        | 11    | 3.1      | 2        | 0           | 0        | 0     | 0        | 2        | 0     | 0        | 0     | 0        | 0.00     |
| 2023  | オランダ | 2     | 0     | 0     | 1     | 0        | 22    | 4.1      | 8        | 0           | 1        | 0     | 1        | 2        | 1     | 0        | 7     | 7        | 14.54    |

### 代表歴
ドイツ代表
- 2013 ワールド・ベースボール・クラシック・ドイツ代表

オランダ代表
- 2014年フランス国際野球大会オランダ代表
- 2014年ヨーロッパ野球選手権大会オランダ代表
- 2015 ワールドポート・トーナメント オランダ代表
- 2015 WBSCプレミア12 オランダ代表
- 2016 ハーレムベースボールウィーク オランダ代表
- 2016年フランス国際野球大会オランダ代表
- 2016年ヨーロッパ野球選手権大会オランダ代表
- 2017 ワールド・ベースボール・クラシック・オランダ代表
- 2019年ヨーロッパ野球選手権大会オランダ代表
- 2019 WBSCプレミア12 オランダ代表
- 2023 ワールド・ベースボール・クラシック・オランダ代表